# 岐阜県信用農業協同組合連合会
岐阜県信用農業協同組合連合会（ぎふけんしんようのうぎょうきょうどうくみあいれんごうかい）は、岐阜県岐阜市に本所を置く、岐阜県内の農業協同組合の信用事業を統括する県域農協系金融機関であり、県内農業協同組合を会員とする。

## 概要
通称は「JA岐阜信連」または「JAバンク岐阜」。統一金融機関コードは3020。主に法人顧客を中心としており、個人取引は殆どない。

## 沿革
- 1948年8月 - 設立。

## 店舗所在地
- 本所（店番：001）/岐阜県岐阜市宇佐南4丁目13-1 岐阜県農業会館内